# Tapestry
Tapestry (en español: Tapiz) es el segundo álbum de estudio de la cantante estadounidense Carole King, lanzado el 10 de febrero de 1971 a través de las discográficas A&M y Ode Records. Tapestry supone el primer lanzamiento de Carole King en 1971 desde el lanzamiento de su primer álbum de estudio en 1970. 
Generando dos sencillos dobles, «So Far Away»/«Smackwater Jack» e «It's Too Late»/«I Feel the Earth Move» ambos lograron entrar en las listas de éxitos por el mundo, en Estados Unidos el primer sencillo doble logró llegar al puesto catorce del Billboard Hot 100, convirtiéndose en la segunda entrada de King y la primera de la artista en los años setenta y en ocho años desde que su sencillo «He's a Bad Boy» consiguió la posición noventa y cuatro del conteo en 1963. Mientras que su segundo sencillo doble consiguió un éxito más notable encabezando la lista de dicho país por cinco semanas. En Reino Unido, «It's Too Late»/«I Feel the Earth Move» consiguió posicionarse en el sexto puesto del UK Singles Chart, convirtiéndose en el regreso de la cantante a las listas en dicho país en ocho años y su segundo top 10 de la cantante, sin embargo el primer sencillo doble no consiguió entrar en la lista de éxitos del país.
Tapestry resultó en un éxito comercial y crítico, siendo certificado catorce veces platino en Estados Unidos por la Recording Industry Association of America por vender lo equivalente a catorce millones de copias sólo en el país. En Reino Unido la British Phonographic Industry recibió el doble disco de platino por ventas de seiscientas mil copias. Internacionalmente se estima que Tapestry haya vendido más de veinticinco millones de copias a nivel mundial, convirtiéndolo en uno de los discos más vendidos de todos los tiempos y como el mayor álbum vendido por una artista femenina en el momento.
Comercialmente, el disco recibió críticas generalmente muy positivas, recibiendo la calificación máxima en sitios como AllMusic, Rolling Stone o en la revista Pitchfork todos alogiando el concepto, la producción y los vocales del disco.
La revista Rolling Stone incluyó a Tapestry en su lista de Los 500 Mejores Álbumes en dónde figura en el puesto 25.
El proyecto recibió cuatro nominaciones a los Premios Grammy, Grabación del año con «It's Too Late», disco del año, Canción del año con «You've Got a Friend» y Mejor interpretación Pop femenina la cual ganó el premio con esta última en la gala de los Grammy de 1972.

## Legado
Con este disco Carole aprovecha el movimiento emergente de cantautores con compromiso social, abriendo camino a toda una generación de mujeres cantautoras.
Dos de las canciones de este disco fueron números uno y super éxitos en las listas estadounidenses: It's Too Late y You've Got a Friend (canción con numerosas versiones, entre las que destaca la de James Taylor, quien colaboró en este disco haciendo los coros de este tema). Además temas como (You Make Me Feel Like) A Natural Woman siguen siendo versionados por diferentes artistas.
Con este álbum, Carole King consiguió cuatro premios Grammy: Mejor disco del año, Mejor interpretación vocal femenina, Grabación del año por It's Too Late y Mejor canción del año por You've Got a Friend.
Tapestry estuvo más de 300 semanas en las listas de éxitos de Estados Unidos, 15 de las cuales fueron consecutivas en el primer puesto.
Asimismo, en 2003, en una edición especial, la revista Rolling Stone posicionó el álbum en el puesto 36 de su lista de los 500 mejores álbumes de todos los tiempos.

## Lista de canciones
Todas las canciones compuestas por Carole King, excepto aquellas en las que se indica expresamente.

### Disco original de vinilo
Cara A

| N.º | Título                   | Duración |  |
| 1.  | «I Feel the Earth Move»» | 2:58     |  |
| 2.  | «So Far Away»            | 3:55     |  |
| 3.  | «It's Too Late»          | 3:53     |  |
| 4.  | «Home Again»             | 2:29     |  |
| 5.  | «Beautiful»              | 3:08     |  |
| 6.  | «Way Over Yonder»        | 4:42     |  |

Cara B

| N.º | Título                                    | Duración |  |
| 7.  | «You've Got a Friend»                     | 5:09     |  |
| 8.  | «Where You Lead»                          | 3:20     |  |
| 9.  | «Will You Love Me Tomorrow?»              | 4:12     |  |
| 10. | «Smackwater Jack»                         | 3:41     |  |
| 11. | «Tapestry»                                | 3:13     |  |
| 12. | «(You Make Me Feel Like) A Natural Woman» | 3:49     |  |

### Reedición en CD
El álbum se reeditó en 1999 como CD, con dos canciones añadidas como bonus a las originales.
| N.º | Título                                    | Duración |  |
| 1.  | «I Feel the Earth Move»»                  | 2:58     |  |
| 2.  | «So Far Away»                             | 3:55     |  |
| 3.  | «It's Too Late»                           | 3:53     |  |
| 4.  | «Home Again»                              | 2:29     |  |
| 5.  | «Beautiful»                               | 3:08     |  |
| 6.  | «Way Over Yonder»                         | 4:44     |  |
| 7.  | «You've Got a Friend»                     | 5:09     |  |
| 8.  | «Where You Lead»                          | 3:20     |  |
| 9.  | «Will You Love Me Tomorrow?»              | 4:12     |  |
| 10. | «Smackwater Jack»                         | 3:41     |  |
| 11. | «Tapestry»                                | 3:13     |  |
| 12. | «(You Make Me Feel Like) A Natural Woman» | 3:49     |  |
| 13. | «Out in the Cold -Bonus»                  | 2:44     |  |
| 14. | «Smackwater Jack -Bonus (En Vivo)»        | 3:21     |  |

#### Nota
Algunas copias del CD tenían una variación en la lista de canciones, con la pista 12 titulada "(You Make Me Feel) Like A Natural Woman" con lo que el paréntesis daba un énfasis diferente al título. En cualquier caso, en el interior del CD se usaba la forma habitual del título de la canción, que coincidía con el original.

## Equipo
- Carole King – sintetizador, guitarra, piano, teclado, voz, segunda voz
- Curtis Amy – bajo, flauta, saxo alto y tenor, string quartet
- Steve Barzyk – batería
- David Campbell – chelo, viola
- Merry Clayton – voz, segunda voz
- Terry King – chelo, saxo tenor, string quartet
- Danny Kortchmar – guitarra, conga, guitarra eléctrica, voz
- Russ Kunkel – batería
- Charles Larkey – bajo, bajo eléctrico, string bass, string quartet
- Joni Mitchell – segunda voz
- Joel O'Brian – batería
- Michael Pultand
- Ralph Schuckett – piano, teclado, piano eléctrico
- Barry Socher – violín, saxo tenor, viola, string quartet
- Perry Steinberg – bajo, violín, saxo tenor, string bass
- "Taylor Boy and Girl Choir" (Joni Mitchell y James Taylor) – segunda voz
- James Taylor – guitarra, voz, grandfalloon
- Julia Tillman – voz, segunda voz

### Producción
- Productor: Lou Adler
- Ingenieros: Vic Anesini, Hank Cicalo, Bob Irwin, Carole King
- A&R: Steven Berkowitz
- Mezclas: Bob Irwin
- Masterización: Vic Anesini, Steve Hall
- Mezclas de surround: Paul Klingberg
- Productor mánager: Jessica Sowin
- Project mánager: Jessica Sowin
- Director de proyecto: Howard Frank
- Preparación: Bob Irwin
- Dirección artística: Roland Young
- Diseño: Chuck Beeson
- Diseño de la reedición: Smay Vision
- Fotografía: Jim McCrary
- Liner notes: James Taylor

## Listas de éxito
| Álbum - Billboard (Norteamérica) |                     |          |
| Año                              | Lista               | Posición |
| 1971                             | Álbumes pop         | 1        |
| 2000                             | Top Internet Albums | 13       |

| Singles - Billboard (North America) |                         |                    |          |
| Año                                 | Sencillo                | Lista              | Posición |
| 1971                                | "I Feel the Earth Move" | Sencillos pop      | 1        |
| 1971                                | "It's Too Late"         | Adult Contemporary | 1        |
| 1971                                | "It's Too Late"         | Sencillos pop      | 1        |
| 1971                                | "Smackwater Jack"       | Sencillos pop      | 14       |
| 1971                                | "So Far Away"           | Adult Contemporary | 3        |
| 1971                                | "So Far Away"           | Pop Singles        | 14       |

## Premios
| Premios Grammy |                       |                                   |
| Año            | Ganador               | Categoría                         |
| 1971           | "It's Too Late"       | Mejor grabación pop               |
| 1971           | Tapestry              | Álbum del año                     |
| 1971           | Tapestry              | Mejor interpretación femenina pop |
| 1971           | "You've Got a Friend" | Canción del año                   |